# Асесорський суд
Асе́сорський суд (асесо́рія) — королівський суд Королівства Польського (феодальної Польщі) 15 — кін. 18 століття.
Розглядав апеляції від міст, справи привілеїв на маєтки та розмежування маєтків шляхти і короля, фінансові справи тощо.
В Україні у 2-й пол. 18 століття характер асесорського суду мав генеральний суд.